# Stationnement
Ne doit pas être confondu avec Parking.

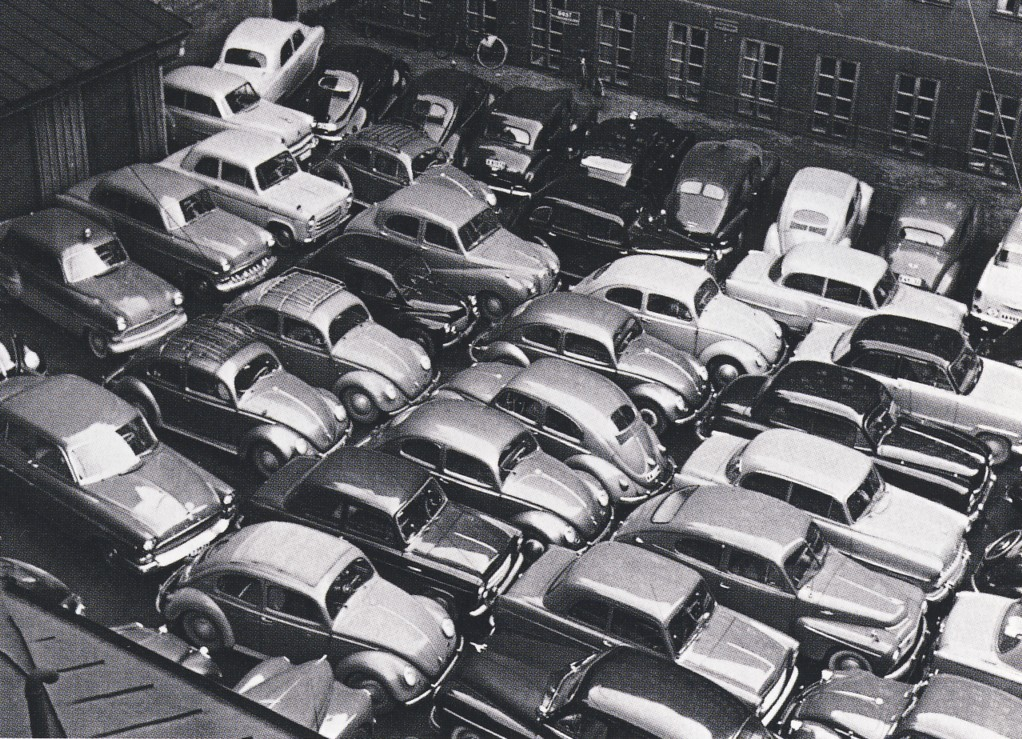
Stationnement compact à Stockholm, en 1956.

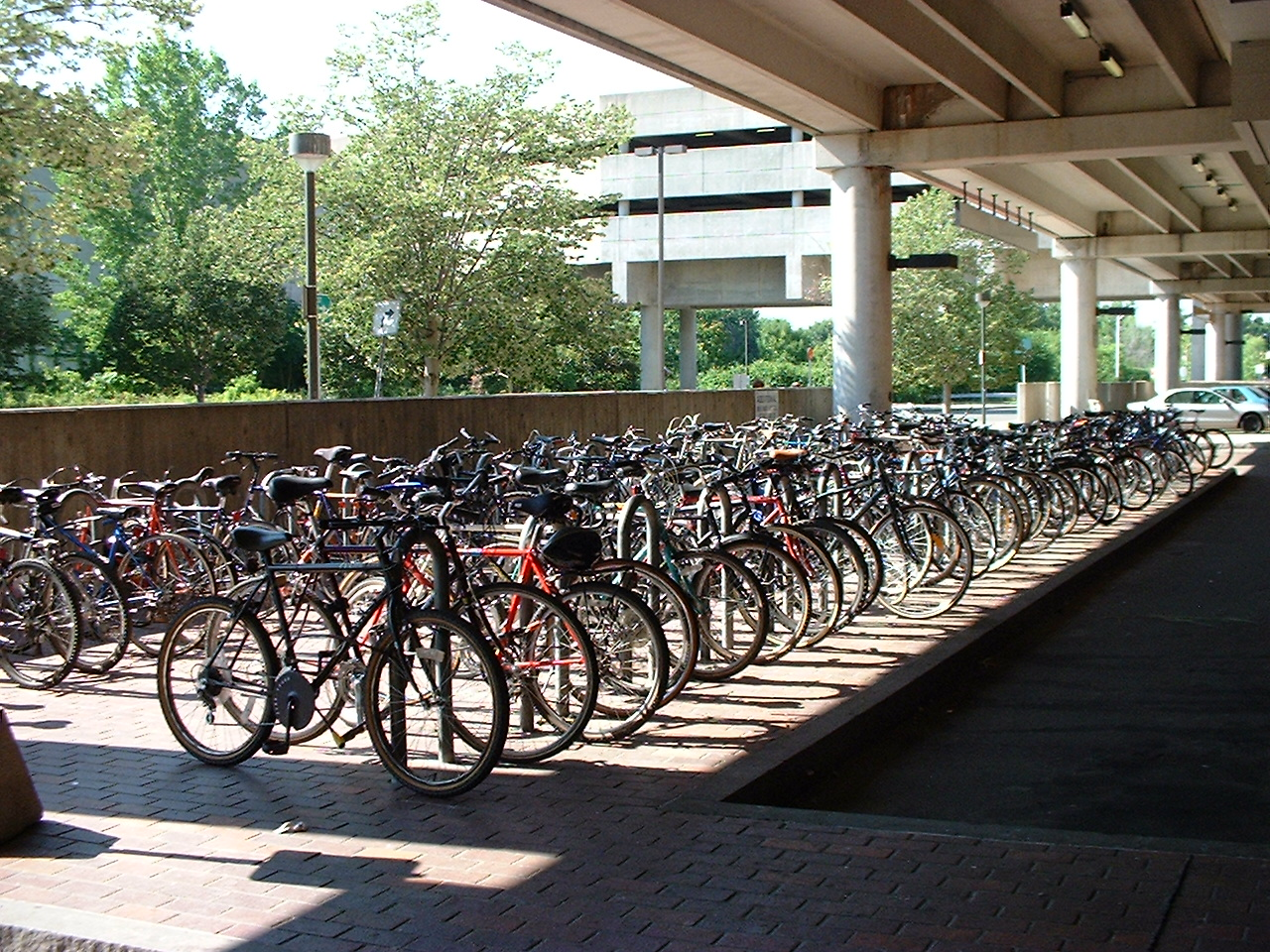
Stationnement cyclable à Cambridge (États-Unis).

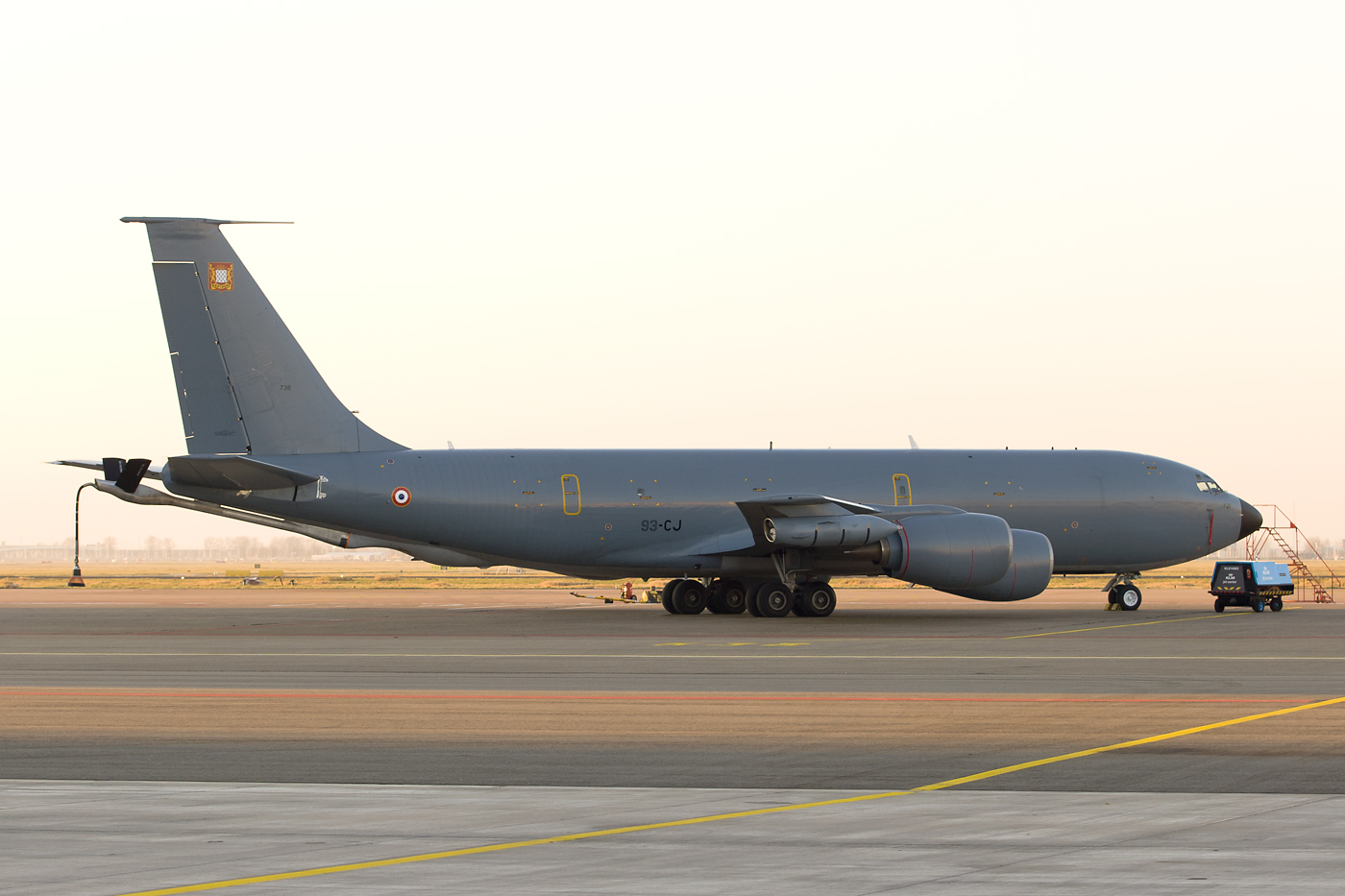
Stationnement d'un avion ravitailleur de l'armée française à l'aéroport d'Amsterdam-Schiphol.

Le stationnement consiste à laisser un véhicule immobilisé un certain temps. Il est un maillon essentiel de la chaîne de mobilité des véhicules. Les lieux de stationnement sont appelés « parkings » ou « (parcs de) stationnement(s) » au Canada francophone. Un usage courant en France est de dire qu'« on se gare/stationne sur un parking » alors qu'au Canada, « on se parque/stationne dans un stationnement » et en Suisse francophone, on se « parque sur un stationnement » et on se « gare dans un garage ».
Le stationnement est une activité importante dans le monde de l'automobile puisqu'il est la finalité de tout trajet. Une étude réalisée pour l'Agence de la transition écologique évalue entre 5 % et 10 % la part de la circulation urbaine engendrée par les véhicules à la recherche d'un stationnement, en ne considérant que le temps mis par un véhicule arrivé à destination pour trouver une place. Mais la presse met souvent en avant le ressenti des automobilistes, indiquant que par exemple à Paris, 30 % des véhicules qui circulent sont à la recherche d'une place de stationnement.

## Stationnement et arrêt
Selon la convention internationale de Vienne sur la signalisation routière de 1968, un véhicule est dit :
- « à l'arrêt », lorsqu’il est immobilisé pendant le temps nécessaire pour prendre ou déposer des personnes ou charger ou décharger des choses ;
- « en stationnement », lorsqu’il est immobilisé pour une raison autre que la nécessité d’éviter un conflit avec un autre usager de la route ou un obstacle ou d’obéir aux prescriptions de la réglementation de la circulation et que son immobilisation ne se limite pas au temps nécessaire pour prendre ou déposer des personnes ou des choses.

Les parties contractantes de la convention peuvent toutefois considérer comme « à l’arrêt » les véhicules immobilisés dans les conditions définies dans la section « en stationnement » ci-dessus si la durée de l’immobilisation n’excède pas une limite de temps fixée par la législation nationale et considérer comme « en stationnement » les véhicules immobilisés dans les conditions définies dans la section « à l'arrêt » ci-dessus si la durée de l’immobilisation excède une limite de temps fixée par la législation nationale.

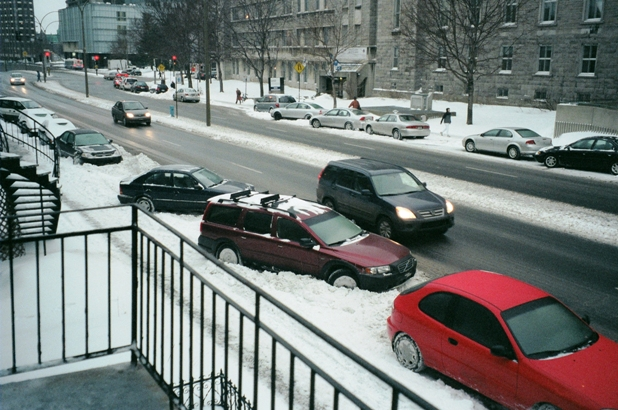
Le stationnement devient plus difficile pendant l'hiver.

## Lieu de stationnement
Un espace ou un bâtiment spécifiquement aménagé pour le stationnement des véhicules est appelé parking ou stationnement au Canada.

## Réglementation par pays
La réglementation peut varier en fonction des spécificités de chaque pays qui concerne essentiellement la largeur et la longueur des véhicules. Par exemple, au Québec, les places de stationnement peuvent faire 2,60 m de large là où elles peuvent en faire 2,30 m en France.

### France
Cet article décrit la réglementation routière concernant le stationnement sur la voie publique.
Le contrôle du stationnement en France se fait dans certaines zones par la présence d'un marquage spécifique. La présence d'horodateur ou de l'indication "parking payant" est là pour rappeler aux automobilistes, la nécessite de s'affranchir d'un droit de stationnement. La tarification est limitée et généralement plus cher à proximité du centre-ville. Il est important de respecter la réglementation et le marquage afin de ne pas retrouver sa voiture à la fourrière pour un stationnement gênant. Pour la start-up Prendsmaplace (plateforme collaborative de parkings entre particulier), certaines villes ont d'ailleurs fait le choix d'être moins souple sur le stationnement gênant comme à Paris. Avec un renforcement des contrôles depuis la réforme du stationnement en janvier 2018, il convient d'être vigilant sur le marquage de stationnement avant de se garer.
Cet article décrit les stratégies de tarification du stationnement sur la voie publique.
Concernant les parkings privés, les normes actuellement en vigueur établissent les dimensions minimales à 5m x 2,5m. De plus, une législation interdit un piéton d'entrer ou de sortir par l'accès réservé aux voitures. Cependant d'après Thibaut De Jenlis, directeur technique chez Yespark (application de location de parking), à Paris par exemple où les bâtiments sont très anciens, les dimensions en vigueur actuellement sont rarement respectées. C'est pourquoi, pour éviter les désagréments, les propriétaires des parkings indiquent la hauteur maximale pour y accéder.

## Technologies
Le Canada prend pour modèle les technologies déployées aux États-Unis en ayant pour objectif de payer à la plaque et de mandater des sociétés basées au Delaware.
Le stationnement sur rue de Montréal offre 500 000 espaces dont seulement 18 317 places de stationnement tarifées pour 1 515 bornes de paiement pour un tarif horaire de trois dollars canadiens au centre-ville et 700 000 utilisateurs de l'application mobile générant 63 millions de revenus en 2015.

## Types d'aménagements

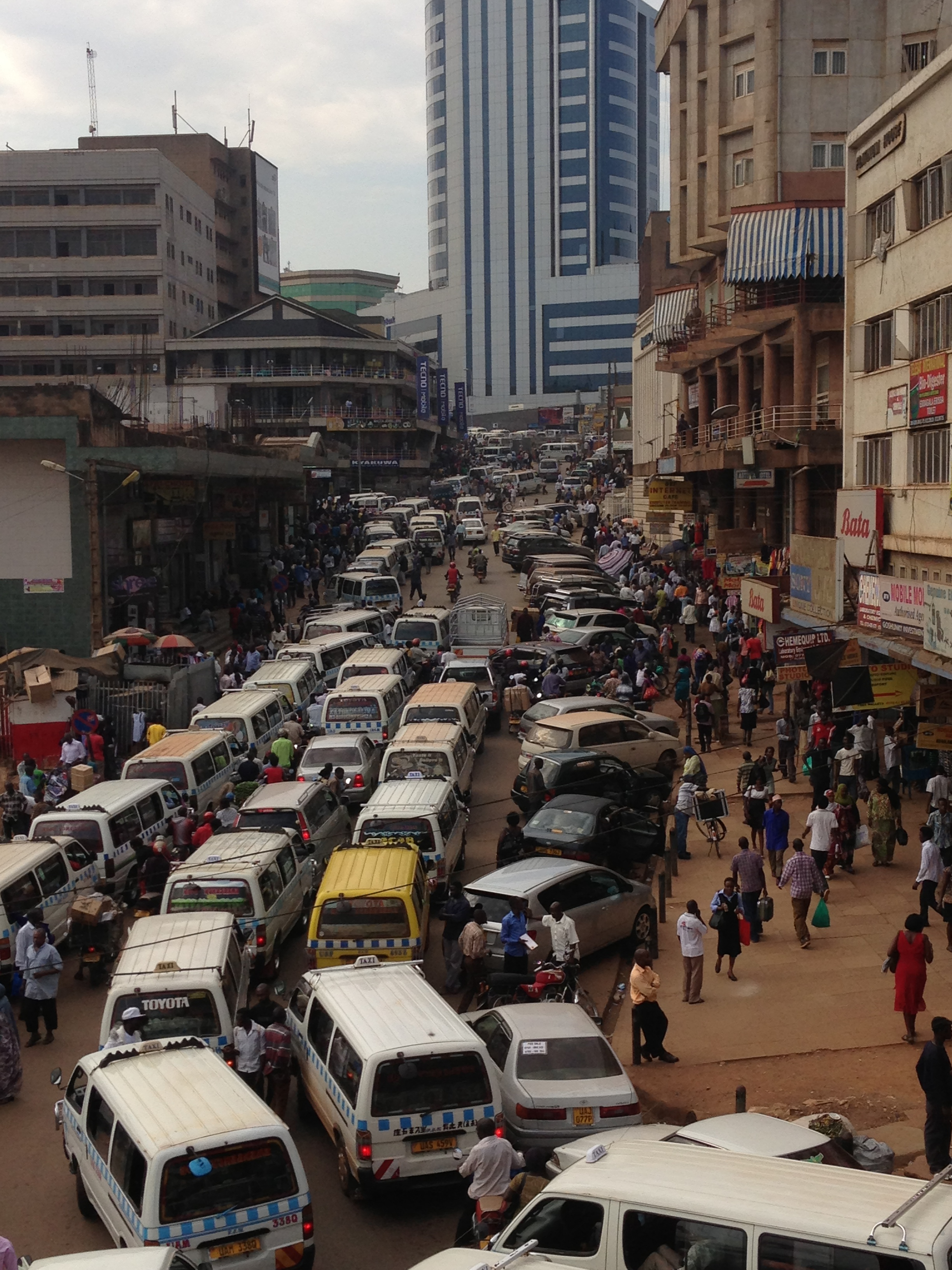
Stationnement en épi en face d'un stationnement en file.

On distingue :
- Stationnement en épi ;
- Stationnement en bataille ;
- Stationnement en créneau ;
- Stationnement en Lincoln ;
- Parc relais.

## Enjeux pour le stationnement automobile
Les espaces de stationnement, souvent imperméabilisées occupent une surface croissante dans le monde, augmentent l'empreinte écologique des villes et conditionnent l'efficacité du transport automobile). À ce titre des politiques de stationnement s'inscrivent dans les Politiques de transport et l'aménagement du territoire. 
Des techniques alternatives pour la gestion des eaux de ruissellement urbain et d'autres alternatives à l'imperméabilisation et à l'artificialisation se développent aussi (parkings mieux intégrés dans l'environnement, protégés par des pergolas végétalisées ou des panneaux solaires par exemple. Un éclairage plus discret et asservi à des détecteurs de présence peut améliorer la sécurité tout en limitant les consommations électriques et la pollution lumineuse...[Interprétation personnelle ?]

« Passé un certain seuil,
quand la vélocité devient facile ou subventionnée, les forces qui nous
agglomèrent se relâchent. L’automobile produit l’étalement urbain,
l’éparpillement de l’habitat, le basculement du centre vers les franges.
Elle dédensifie le forum. Elle délocalise
nos activités. Ce faisant elle accentue
les phénomènes de dissociation du territoire, en relativisant les sentiments
d’appartenance. »

— Régis Debray, La civilisation de l’automobile[réf. non conforme].
Le fait est que les véhicules particuliers sont souvent immobiles (95 % du temps est passé dans les garages, voirie, parcs privés ou publics). Pourtant, dans les zones les plus denses, la mise à disposition de stationnements est rendue difficile par le manque d'espace.
Ceci conduit les urbanistes à devoir choisir la fonction urbaine pour laquelle l'espace doit être utilisé. Ces différentes fonctions sont exclusives l'une de l'autre comme le logement, les activités économiques, les espaces verts, la circulation et le stationnement[réf. non conforme].
En France, la législation du début des années soixante-dix cherche à adapter la ville à la voiture. Pour pallier l'insuffisance de l'offre de places sur la voirie publique, l’article 12 du règlement des plans d’occupation des sols conduit à ce que la délivrance du permis de construire est subordonnée à la réalisation de places de stationnement hors des voies publiques ou, lorsque cela est impossible, à l'achat de place existantes ou à la participation à un programme de construction[réf. non conforme].
En Belgique, la politique de déplacements est mise en œuvre par les pouvoirs publics
qui disposent de différents outils : Le Plan Régional de Développement (PRD), le Plan
Régional d'Affectation des Sols (PRAS), les Plans Communaux de Développement (PCD) et le Plan Régional de Déplacement (plan IRIS). Il existe un cadre normatif léger fixé par la circulaire DE SAEGER de 1970[réf. non conforme].
Aux Pays-Bas, le deuxième schéma structurel des transports (SVV II, 1990) et l'additif du quatrième rapport sur l'aménagement du territoire (VINEX, 1991) abordent la question des recommandations relatives aux politiques de restriction du stationnement. Le deuxième schéma structurel des transports vise à réduire la circulation automobile de 70 % à 35 % dans le pays et à 20 % dans la Randstad Holland. Cette politique cherche à dissuader de l'utilisation de l'automobile et à déconcentrer les entreprises (politique de la « Company focused policy », CERTU, 1998). Les politiques incitatives (pull measures) sont relatives aux transports en commun, au car pooling et à l'usage des deux-roues. Les politiques dissuasives (push measures) sont relatives aux tarifs des carburants, aux taxes sur l'achat des véhicules, aux péages urbains, ainsi qu'à la restriction des possibilités de stationnement à la fois privé et public.
Aux Pays-Bas, la politique ABC vise à appliquer des normes différentes dans les zones A, B et C :
- les zones A se situent en centre-ville à proximité d'une gare, d'un métro, d'un bus ou d'un tramway. Elles sont adaptées aux petits commerces culturels, mais confrontées à des problèmes de stationnement. La norme y est de vingt places pour 100 employés (mais dix places dans la Ranstad) ;
- les zones B sont plus éloignées, mais bien raccordées au réseau routier. Elles sont adaptées aux pôles plus importants (site de production, hôpitaux, universités) et facilement accessibles par automobile. La norme y est de quarante places pour 100 employés (mais vingt places dans la Ranstad) ;
- les zones C sont en périphérie, à proximité d'un échangeur ou d'une infrastructure lourde. Elles sont utilisées par des entreprises ne recevant que peu de visiteurs.

Toutefois, cette politique de « la bonne entreprise au bon endroit » rend les communes les plus petites moins attractives et donc peu enclines à pratiquer la politique des zones ABC. Toutefois, la capitale Amsterdam est concernée par cette politique[réf. non conforme], bien que de nos jours, elle n'ait plus d'effets visibles. En effet, aucune ville dans le pays n'a de péage urbain (les centres-villes étant souvent piétons) et le réseau routier tend à se développer avec l'incitation à l'achat de véhicules électriques.
En France, la norme pour les bâtiments en construction est de neuf places pour 100 salariés à Paris, dix-huit à Marseille, vingt-deux à Nancy, vingt-neuf à Toulouse, Lyon, Marseille, mais elle est à cinquante-cinq places pour 100 salariés à Angers, Belfort, Grenoble, Metz et Orléans[réf. non conforme].